# Бернацкий, Антон Антонович
Антон Антонович Бернацкий (1850—1925) — российский лесовод-землеустроитель. Действительный статский советник.

## Биография
Поляк.
Окончил Московский сельхозинститут по лесному отделу.
С 1877 г. служил в министерстве земледелия и государственных имуществ. С 1877 г. служил в министерстве земледелия и государственных имуществ.
С 1878 г. -работал на Кавказе по исследованию лесного хозяйства Кавказского края. Член Сухумского сельскохозяйственного общества.
С 1887 г. — действительный член Лесного общества в Санкт-Петербурге.
С 1890 г. — ревизор лесоустройства и начальник Управления государственных имуществ в Пермской и Вятской губерниях. Принимал активное участие в создании Пермского экономического общества. Председатель общества любителей садоводства в Вятке.

Памятник на могиле Антона Бернацкого в Петрозаводске

В 1908 г. — в Олонецкой губернии, начальник Управления земледелия и государственных имуществ, член Олонецкого губернского землеустроительного комитета. Действительный член Петрозаводского благотворительного общества, петрозаводского управления Российского общества Красного Креста.
В 1917 г. — заведующий лесным отделом Олонецкого губернского совета крестьянских, рабочих и солдатских депутатов, анархист-индивидуалист.
С 1923 г. — инструктор лесоустройства в Наркомате земледелия Автономной Карельской ССР.
Автор материалов в «Известиях общества изучения Карелии», «Вестнике Карело-Мурманского края», «Красной Карелии». Один из основателей «Общества изучения Карелии».
Похоронен на Неглинском кладбище в г. Петрозаводске.

## Сочинения
- Бернацкий А. А. По поводу проекта эксплуатации Бзыбских лесов, представленного в Кавказское общество сельского хозяйства князем Тумановым. Тифлис: Типография Михельсона, 1881—119 с.
- Бернацкий А. А. Общий очерк лесов Сухумского отдела. Тифлис. 1881. — 41 с.
- Бернацкий А. А. Ископаемые остатки пещерного человека и пещерных животных на Кавказе. Тифлис. Типография канцелярии главноначальствующего. 1884, 6 с.
- Бернацкий А. А. Ванейшие вопросы лесохранения в Пермской губернии. Пермь: Типолитография Пермского губернского правления. 1892, 15 с.
- Бернацкий А. А. К вопросу о правительственных ссудах населению пострадавших от неурожая уездов Пермской губернии в 1891—1892 г. Пермь, 1893
- Бернацкий А. А. Важнейшие задачи лесоохранения в Пермской губернии. Пермь, 1893
- Бернацкий А. А. По поводу проекта Министерства земледелия и государственных имуществ об учреждении местных органов сельскохозяйственного управления : Доклад Пермскому экономическому обществу члена-учредителя сего общества А. А. Бернацкого. — Пермь : типолитография губернского правления, 1894. — 17 с
- Бернацкий А. А. К вопросу о развитии лесной промышленности… Пермь, 1894
- Бернацкий А. А. Доклад Пермскому экономическому обществу члена — учредителя сего общества А. А. Бернацкого. Пермь, 1894
- Бернацкий А. А. Кустарно-промышленные товарищества и артели в Пермской губернии. Пермь, 1895
- Бернацкий А. А. Несколько статистических данных о землевладении и лесовладении в Пермской губернии. Пермь, 1898.
- Бернацкий А. А. Об изменении действующей лесоустроительной инструкции. Спб: Типография санкт-петербургского градоначальства. 1899, — с 4.
- Бернацкий А. А. О государственных зернохранилищах. Вятка: Губернская типография. 1903, 16 с.
- Бернацкий, Антон Антонович. Хлеба насущного. Доклад общему собр. «Общества изучения Олонецкой губернии» / А. А. Бернацкий. — Петрозаводск : Олонецкая губернская типография, 1913. — 9 с.
- Бернацкий А. А. Графит и его использование в Олонецкой губернии / А. А. Бернацкий // Олонецкий кооператор. — 1920. — № 7/9. — С. 21—24.
- Бернацкий А. А. Аспидный камень и грифельный сланец в Карелии и Олонии / А. А. Бернацкий // Экономический вестник Карелии. — 1921. — № 9/10. — С. 7—8.
- Бернацкий А. А. Товары для вывоза за границу и на внутренний рынок на Севере / А. А. Бернацкий // Дальний Север. — 1921. — № 4/5.
- Бернацкий А. А. Олонецкие антрациты и углекислые сланцы / А. А. Бернацкий // Олонец. кооператор. — 1920. — № 6. — С. 9—15; № 7/9. — С. 7—14
- Бернацкий А. А. Драгоценные камни Карелии / А. А. Бернацкий // Экономический вестник Карелии. — 1921. — № 4/5. — С. 11—13; № 7/8. — С. 11—13.
- Бернацкий А. Графит в районе Карельской Республики. Известия Общества изучения Карелии, 1924. № 1, с.10-20.
- Бернацкий А. Соображения о ценности и доходности лесов Карельской Республики / А. Бернацкий // Известия Общества изучения Карелии. — 1924. — No 2. — С. 14—29.
- Бернацкий А. А. Тундра: посмертная статья А. Бернацкого // Вестник Карело-Мурманского края: орган Совнаркома АКССР, правления Мурманской ж. д., 1925. — № 3. — С. 9 — 10